# Grande roue d'Alger
La grande roue d'Alger est une grande roue installée en bord de mer, au niveau de la Promenade des Sablettes dans la commune de Mohammadia à Alger. Ouverte au public en 2017, elle est la plus grande roue du continent africain.

## Caractéristiques

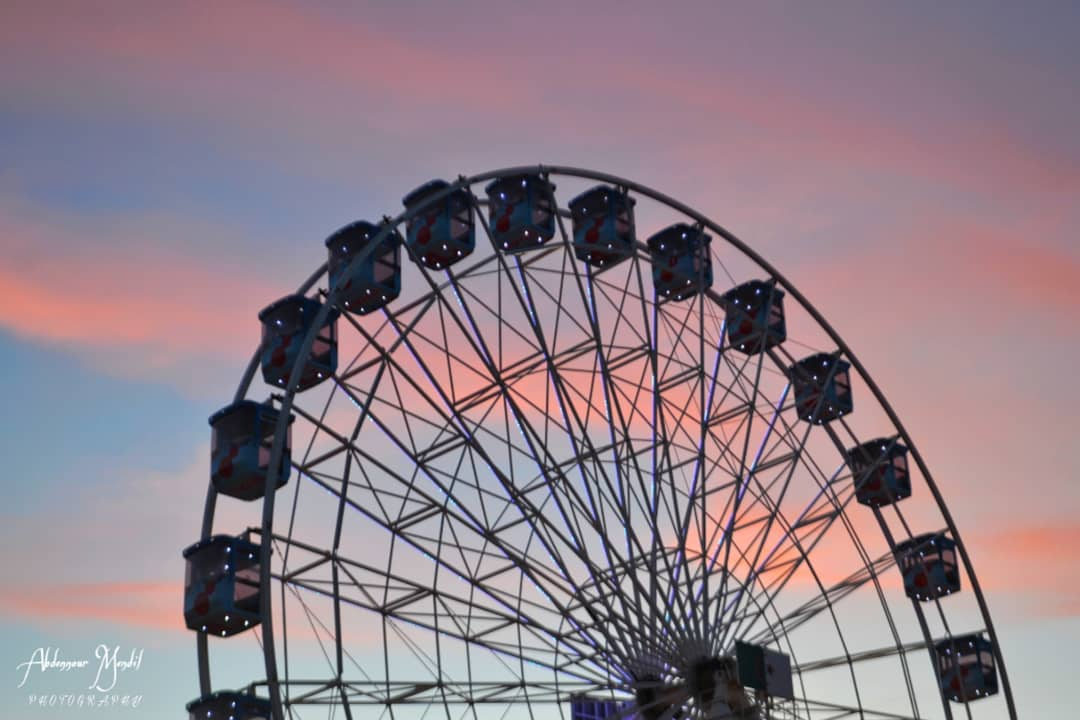
La grande roue des Sablettes.

Répartie sur une surface de 3 600 m2, la roue est de 50 mètres comportant 27 nacelles climatisées et d'une cabine VIP pour fêter les occasions spéciales. La roue est accessible au public, tous les jours de 10 h du matin à minuit. Un accès adapté pour les personnes en situation de handicap a été aménagé avec des rampes spécialement conçues dans ce sens.

## Panorama

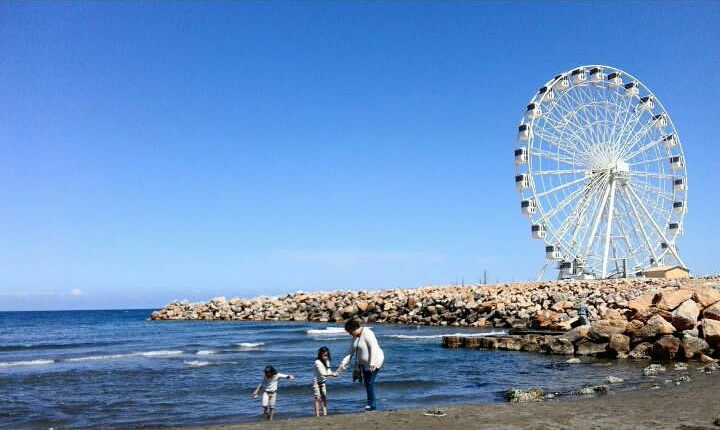
Vue sur la plage des Sablettes.

La grande roue donne une vue panoramique de la capitale, ainsi on peut apercevoir Alger by night, avec au centre la Grande mosquée d'Alger, à droite la plage des Sablettes, et à gauche une belle vue sur la côte Est. 